# James Strang
Pour les articles homonymes, voir Strang.
James Jesse Strang, né à Scipio (New York) le 21 mars 1813 et mort à Voree (Wisconsin) le 9 juillet 1856, est un homme d'État, chef religieux mormon et monarque auto-proclamé (cryptarque).
Membre de l'Église de Jésus-Christ des saints des derniers jours, il reçut le baptême mormon le 24 février 1844 à Nauvoo (Illinois), et fut un proche du fondateur et premier dirigeant de l'Église, Joseph Smith. Peu après la mort de ce dernier en juin 1844, Strang affirma que celui-ci l’avait désigné comme successeur, présentant une lettre prétendument de sa part, reçue une semaine avant son décès. Strang affirma également qu’un ange lui était apparu au moment de la mort de Joseph Smith et que ce dernier l’avait ordonné comme son successeur.
Établi sur l'île Beaver dans le lac Michigan, Strang instaure une monarchie théocratique et se fait sacrer « roi » sous le nom de James Ier. C'est la monarchie strangite. D'abord modéré, il impose finalement une monarchie absolue, ce qui entraîne de grandes violences contre les non-strangites : il est régulièrement accusé de saisir leurs biens et de les agresser physiquement. Strang se montre également dictatorial envers ses administrés, obligeant même les femmes à se vêtir de bloomer.
Le 16 juin 1856, plusieurs opposants et membres excommuniés du mouvement organisèrent un attentat contre leur roi en tirant plusieurs coups de fusil contre lui et en s’acharnant sur son corps. Strang, grièvement blessé, parvint à survivre jusqu’au 9 juillet où il rendit l’âme. Durant cette période, il refusa de désigner un successeur, puisque seul Dieu pouvait choisir un nouveau prophète en envoyant un ange l’ordonner. Après sa mort, son royaume fut aboli par le gouvernement américain et ses partisans répartis entre les différents mouvements issus du mormonisme.

## Jeunesse
James Jesse Strang est né le 21 mars 1813 à Scipio, dans le comté de Cayuga. Il était le deuxième d'une famille de trois enfants. Ses parents, Clément Strang et Abigaile James, avaient une bonne réputation dans leur communauté. Sa mère était très tendre avec lui en raison d'une santé délicate, mais elle lui demandait de rendre compte de toutes ses actions et de ses paroles en son absence. Dans une brève autobiographie qu'il a écrite en 1855, Strang rapporte qu'il avait fréquenté l'école primaire jusqu'à l'âge de douze ans, mais que les enseignants étaient inexpérimentés et mal qualifiés pour enseigner, et sa santé si fragile qu'elle empêchait une écoute attentive dans les études et une fréquentation régulière. Il a estimé que son temps dans une salle de classe au cours de ces années était de six mois.
Mais rien de tout cela ne signifiait que Strang était analphabète ou simple d'esprit. Il a étudié des travaux de Thomas Paine et du comte de Volney,  dont le livre Les Ruines a exercé une influence significative sur le futur dirigeant.
Dans sa jeunesse, Strang a tenu un journal intime assez profond, écrit en partie dans un code secret qui n'a été déchiffré que plus de cent ans après son écriture. Ce journal contient les réflexions de Strang sur différents sujets, y compris le sentiment qu'il était appelé à être un leader mondial important comme Jules César ou Napoléon Ier. Son regret est qu'à dix-neuf ans, il n'était pas encore devenu un général ou un membre de l'État. Cependant, malgré l'échec de son ascension, le journal intime de Strang révèle un désir sincère d'être au service de son prochain, ainsi qu'une frustration angoissée de ne pas savoir comment il pourrait le faire en tant que jeune inconnu sans l'argent du nord de l'État de New York.
À douze ans, Strang a été baptisé. Il ne souhaitait pas suivre la vocation de son père en tant qu'agriculteur, il a donc entrepris des études de droit. Il a été admis au barreau de New York à l'âge de 23 ans et plus tard dans d'autres endroits où il résidait. Il est devenu maître de poste du comté et a édité un journal local, le Randolph Herald. Plus tard, au milieu de ses innombrables fonctions sur Beaver Island, il trouvera le temps de fonder et de publier le Daily Northern Islander, le premier journal du nord du Michigan.

## Conversion au mormonisme
Strang, qui se décrivait autrefois comme un libre penseur, est devenu ministre baptiste mais a quitté l'ordre en février 1844 pour rejoindre l'Église de Jésus-Christ des saints des derniers jours. Il reçut le baptême mormon le 24 février 1844 à Nauvoo dans l'Illinois et fut rapidement ordonné comme ancien. Il trouva rapidement grâce à Joseph Smith, sa vocation personnelle au sein de l'ordre. Le 3 mars de cette même année, il fut ordonné ancien par Smith et envoyé immédiatement à la demande au Wisconsin, pour établir un camp mormon à Voree. Peu de temps après le départ de Strang, Joseph Smith est assassiné par une foule anti-mormone à Carthage dans l'Illinois.

## Dans la crise de succession mormone

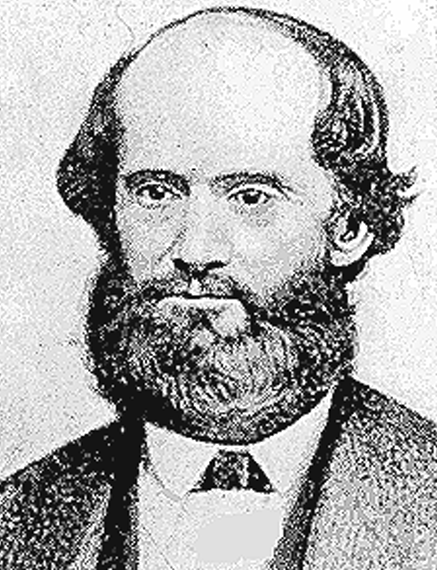
Gravure représentant James Strang.

Peu après la mort de Joseph Smith, fondateur du mormonisme, Strang affirma que celui-ci l’avait désigné comme successeur, présentant une lettre prétendument de sa part, reçue une semaine avant son décès.
Bien que Strang fût un récent converti et pas un membre prééminent du mouvement à cette époque, ses affirmations convainquirent nombre de mormons, pensant que le nouveau prophète devait être désigné comme l’avait été Joseph Smith, à savoir par une manifestation divine et non par des tractations entre les dirigeants de l’Église. Plus de 12 000 mormons acceptèrent ainsi ses affirmations à ce moment-là, bien que tous ne le suivirent pas lorsqu’il quitta la région en 1848 avec ses partisans.

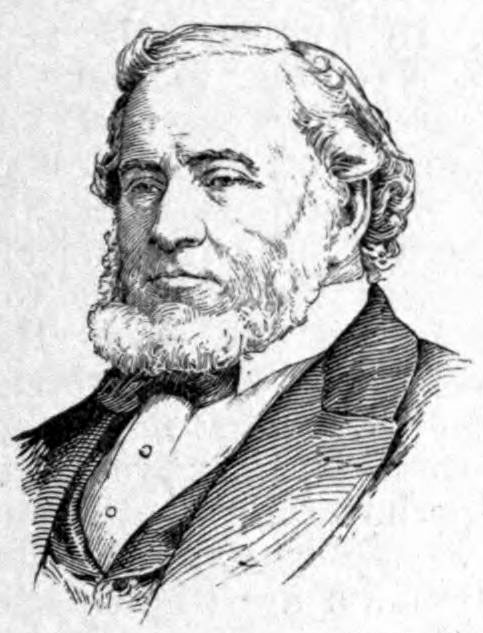
Gravure représentant Brigham Young, principal adversaire de Strang.

Strang conserva le nom d’Église de Jésus-Christ des saints des derniers jours pour son mouvement. En 1845, il aurait découvert une série d’antiques plaques de cuivre à Voree dans le Wisconsin. Celles-ci, connues plus tard sous le nom de « Plaques de Voree » étaient couvertes d’inscriptions incompréhensibles. Strang affirma qu’il était capable de les traduire en vertu de son appel prophétique, de la même manière que Joseph Smith l’avait fait pour le Livre de Mormon. Il produisit ainsi le prétendu récit d’un ancien habitant de l’Amérique. Les plaques disparurent par la suite.
Candidat majeur à la direction de l'Église pendant la crise de succession mormone, Strang a exhorté d'autres dirigeants éminents tels que Brigham Young et Sidney Rigdon à rester à leurs postes précédents et à soutenir sa nomination. Young et les membres des douze apôtres qui lui étaient fidèles, ont rejeté les prétentions de Strang, de même que Rigdon, l'officier le plus haut gradé de l'église.
Brigham Young affirma que personne ne pourrait jamais remplacer Joseph Smith, mais que le Collège des douze apôtres avait toutes les « clefs de la prêtrise » que celui-ci possédait. En conséquence, il invita l'assemblée à désigner ce collège comme l'autorité suprême de l'Église. Plusieurs partisans de Brigham Young affirmèrent par la suite par la suite que celui-ci avait l'apparence et la voix de Joseph Smith pendant son discours. Malgré certains différends avec Smith, Sidney Rigdon en était resté le premier conseiller et se retrouva en 1844 le seul membre restant de la Première Présidence, organe qui dirigeait l’Église. Certains virent en lui le successeur logique de Joseph Smith. Le 8 août 1844, devant une large congrégation à Nauvoo, Sidney Rigdon expliqua qu’il ne pouvait y avoir de réel successeur au défunt prophète et il se proposa comme « tuteur » de l’Église. Cependant, ses prétentions furent rejetées par le Collège des douze apôtres.
William Marks, président du Grand conseil, préféra ne pas poursuivre ses prétentions et soutint alors celles de Sidney Rigdon, le premier conseiller du défunt prophète. Celui-ci ne put s’imposer et Marks quitta Nauvoo en février 1845. Il rejoignit quelque temps James Strang, rejetant la légitimité de Brigham Young. Avec d'autres représentants mormons, Marks et ses alliés concluent que le seul successeur légitime de Joseph Smith ne pouvait être que son fils aîné, Joseph Smith III, et que l’Église devait être réorganisée autour de lui, mettant en place une nouvelle branche : les josephites.
Strang, principal prétendant avec Young et Rigdon, réorganisa une partie de l'ordre autour, devenant ainsi de plus en plus puissant. Young s'imposant rapidement comme le plus "puissant" successeur de Smith, Rigdon fut rapidement trahis par plusieurs de ses partisans. Seul Strang résista à l'autorité de Young en s'installant loin de lui, vers le Michigan.

## Monarchie
En 1848, Strang décida l’exode de son mouvement vers Beaver Island dans le Lac Michigan. Bien que précédemment opposé à la polygamie, il en introduisit également le principe dans sa communauté en 1849, et épousa lui-même cinq femmes au total. En 1850, il se fit couronner « roi », une cérémonie sans précédent aux États-Unis.
Strang et son peuple vivaient dans la crainte de ce que pourraient faire leurs voisins non membres. Certains Strangites ont été battus alors qu'ils se rendaient au bureau de poste pour récupérer leur courrier, et certaines de leurs maisons ont été volées et même saisies par des non-strangites alors qu'ils étaient absents. Le 4 juillet 1850, une foule ivre de pêcheurs a juré de tuer les "Mormons", de les chasser. Strang fit tiré un coup de canon, pour impressionné la foule. Rapidement, il devint puissant et redouté. En concurrence pour les affaires et les emplois, ajouté aux tensions sur l'île, tout comme le monopole strangite croissant sur le gouvernement local, il assuré que Beaver et les îles adjacentes n'étaient plus sous contrôle fédérale mais bien sous son autorité.
À la suite de son couronnement, Strang a été accusé de trahison, de contrefaçon, d' intrusion sur les terres domaniales et de vol, entre autres crimes. Il a été traduit en justice à Detroit, Michigan, après que le président Millard Fillmore a ordonné au procureur américain George Bates d'enquêter sur les rumeurs concernant Strang et sa colonie. La défense réussie de Strang lui a apporté une presse favorable considérable, dont il a tiré parti pour se présenter et remporter un siège à la législature de l'État du Michigan en tant que démocrate en 1853. Face à un effort déterminé, il refuse ce siège en raison de l'hostilité de ses ennemis. Il est néanmoins autorisé à s'adresser à l'Assemblée législative pour sa défense, après quoi la Chambre des représentants du Michigan a voté deux fois (d'abord à l'unanimité, puis une deuxième fois par une marge de 49-11) pour permettre au "Roi Strang" de se joindre à eux.
Lors de la session législative de 1853, Strang a présenté dix projets de loi, dont cinq ont été adoptés.

## Autoritarisme et polygamie

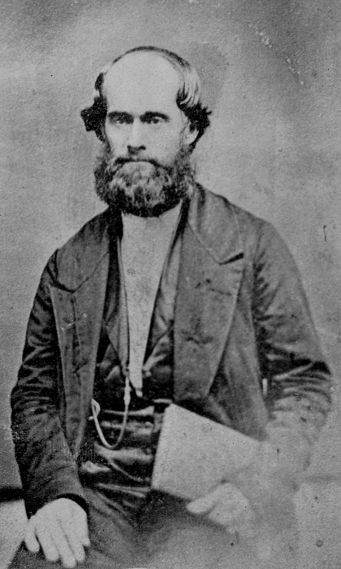
Photographie de James Strang en 1856.

Environ 12 000 saints des derniers jours ont finalement accepté les revendications de Strang, construisant une organisation qui a rivalisé avec Brigham Young en Utah, à un moment où Young en comptait 50 000,. L'Église de Strang avait un taux de roulement élevé, avec bon nombre de ses premiers adhérents, y compris tous ceux énumérés ci-dessus quittant l'ordre et le royaume avant sa disparition. John E. Page partit en juillet 1849, accusant Strang de tendances dictatoriales et approuvant l'ordre furtif des "Illuminati" de Bennett. Martin Harris avait rompu avec Strang en janvier 1847,  après une mission ratée en Angleterre.  Hiram Page et les Whitmers sont également partis à cette époque.
De nombreuses défections, cependant, étaient dues au « volte-face » apparemment brutal de Strang sur le sujet turbulent de la polygamie. Vivement opposé à la pratique au début, Strang a inversé le cap en 1849 pour devenir l'un de ses plus ardents défenseurs, épousant cinq femmes (dont son épouse d'origine, Mary) et engendrant quatorze enfants. Comme beaucoup de ses premiers disciples le considéraient comme un contrepoids monogame à la version polygame de Brigham Young, la décision de Strang d'embrasser le mariage plural s'est révélée coûteuse pour lui et son organisation. Strang a défendu son nouveau principe en affirmant que, loin d'asservir ou de rabaisser les femmes, la polygamie les libérerait et les élèverait en leur permettant de choisir le meilleur compagnon possible en fonction des facteurs jugés importants pour elles. Plutôt que d'être forcée à épouser des « taureaux corrompus et dégradés » en raison de la rareté d'hommes plus aptes, une femme pourrait épouser l'homme qu'elle considérait comme le plus compatible avec elle-même, le meilleur candidat pour engendrer ses enfants et lui donner la meilleure vie possible, même s'il a plusieurs femmes.
La première épouse de Strang était Mary Percé, qu'il épousa le 20 novembre 1836, à l'âge de vingt-trois ans. Ils ont été séparés en mai 1851, bien qu'ils soient restés légalement mariés jusqu'à la mort de Strang. Sa deuxième épouse, mariée le 13 juillet 1849, était Elvira Eliza Field, dix-neuf ans. La troisième épouse de Strang était Betsy McNutt, trente et un ans, qu'il épousa le 19 janvier 1852. La quatrième était Sarah Adelia Wright, dix-neuf ans, mariée le 15 juillet 1855. Ironiquement, des décennies après la mort de Strang, Sarah divorce de son deuxième mari, le Dr Wing, en raison de son intérêt pour la polygamie. La dernière épouse de Strang était Phoebe Wright, dix-huit ans, cousine de Sarah, qu'il a épousé le 27 octobre 1855, moins d'un an avant sa mort.
Sarah Wright a décrit Strang comme « un homme très doux et gentil avec sa famille, même si sa parole était la loi ».  Elle a écrit que si chaque femme avait sa propre chambre, elles partageaient les repas et le temps de dévotion avec Strang et que la vie dans leur foyer était « aussi agréable que possible ». D'autre part, la fille de Strang et Phoebe Wright, Eugenia, a écrit en 1936 qu'après seulement huit mois de mariage, sa mère avait « commencé à se sentir insatisfaite de la polygamie, même si elle l'aimait avec dévouement ».

## Assassinat
Le 16 juin 1856, plusieurs opposants et membres excommuniés du mouvement organisèrent un attentant contre leur « roi » en tirant plusieurs coups de fusil contre lui et en s’acharnant sur son corps. Strang, grièvement blessé, parvint à survivre jusqu’au 9 juillet où il rendit l’âme. Durant cette période, il refusa de désigner un successeur, puisque seul Dieu pouvait choisir un nouveau prophète, en envoyant un ange l’ordonner.
Cette disposition empêcha un nouveau prophète de prendre sa succession. De plus, comme les apôtres devaient être nommés directement par un tel prophète, il ne fut plus possible d’en nommer de nouveaux non plus. Le dernier apôtre ordonné des mains de Strang mourut en 1900. Le mouvement est désormais dirigé par un grand prêtre président, qui ne prétend pas avoir l’autorité de Joseph Smith, ni celle de James J. Strang.
Actuellement, les Strangites ne compteraient plus que quelques centaines de personnes. Ils ont un représentant en Grande-Bretagne.